# Island Gardens (DLR)
Station Island Gardens is een station van de Docklands Light Railway in het gebied Island Gardens in de Londense Docklands in het oosten van de metropool Groot-Londen. Het station ligt aan de Lewisham Branch en werd geopend in 1987.
Het oorspronkelijke station was bovengronds. Dit station werd gesloten en vervangen door een nieuw station ondergronds toen de lijn in 1999 werd verlengd tot Lewisham. Het station lag te dicht bij de oever van Theems om vanuit het huidige station de verlenging te bouwen. 
De perrons van het ondergrondse station zijn tekort om de volledige DLR-treinen te faciliteren. Sinds enkele jaren wordt er gereden met drie koppelde treinstellen in de plaats van de twee waarop de lengte van het perron berekend was. Andere stations langs de lijn werden gerenoveerd met langere perrons maar hier is dit niet mogelijk. Om de passagiers te waarschuwen dat niet alle deuren zullen openen wordt dit voor aankomst omgeroepen via de PSA. "The next stop is Cutty Sark for Maritime Greenwich. Upon arrival the first and last two sets of doors will not open, please move to the center of the train"